# Snežna
Snežna je žensko osebno ime.

## Izvor imena
Ime Snežna je različica ženskega imena Snežana.

## Pogostost imena
Po podatkih Statističnega urada Republike Slovenije je bilo na dan 31. decembra 2007 v Sloveniji število ženskih oseb z imenom Snežna: 41.

## Osebni praznik
Osebe z imenom Snežna lahko godujejo takrat kot osebe z imenom Snežana.